# El Viver (Fenolleda)
El Viver (l'endònim occità és Lo Vivièr i el topònim oficial en francès, Le Vivier) és un municipi de la comarca de la Fenolleda, al departament dels Pirineus Orientals.

## Elpoble
El poble del Viver s'alça a 426 m d'altitud, en un coster que domina per la dreta la Matassa, damunt l'agrupament de cases hi ha les restes encara imposants del castell del Viver (bastit entre els segles XIII i XVIII), restes que caldria salvar i revalorar. L'església que hi havia a l'interior del recinte ha estat en bona part destruïda (dinamitada!) al segle XX amb el pretext d'utilitzar-ne les pedres per a la nova església feta dins el poble, dedicada, com l'antiga, a Santa Eulalia. Hi ha també dos antics molins al llarg de la Matassa i alguns cortals esparsos pel terme.

## El terme
El terme municipal del Viver, de 12,9 km² d'extensió, s'estén a la vall de la Matassa, al sector de ponent de la comarca. Comprèn el poble del Viver com a sol nucli que agrupa l'escassa població del municipi. Afronta amb els termes de Fossa (NW), Sant Martí de Fenollet (NE), Felluns (E), Prats de Sornià (SE), Sornià (S), Rebollet (SW), i Virà (W). La carretera D-9, procedent de Caudièrs de Fenollet, passa pel terme i a Felluns s'uneix a la D-619, de Sant Pau de Fenollet a Prada; al Viver hi ha la cruïlla amb la D-7, procedent de Sant Pau de Fenollet, que continua vers Sornià.

## Orografia
El sector del migdia del territori, part del sinclina de Boissavila, s'eleva fins a 1005 m al coll de l'Espinàs (SW) i 967 m al Ròc Còrb, damunt el coll de Ventafrida, mentre el septentrional, per on la Matassa travessa el terme d'W a E (i rep alguns corrents d'aigua procedents de la banda muntanyosa, com el torrent de Lo Bòsc), formada de serrats arrodonits dins el gneis i els granits del massís de l'Aglí, es troba al voltant del 500 m. El bosc comunal del Viver (faigs) s'estén als vessants dels sectors més alterosos de migdia, continuació del veí i important bosc de Boissavila, i també a la banda de llevant.

## Agricultura
La superfície agrícola (l'11% del terme) es limita a 133 ha (en 25 explotacions), situades bàsicament als voltants de la vall, amb predomini de la vinya (106 ha, de les quals 19 de denominació d'origen controlada i 87 d'altres vins), 17 de pastures i farratges, 2 d'hortalisses i de pomeres. Té encara un cent pes el bestiar oví (315 caps, a més de 21 de cabrum).

## Història
Aquesta població fou el bressol d'una família que en prengué el nom i que tingué un important paper a la Fenolleda i al Rosselló fins a la fi de l'Antic Règim. Guillem de Viver n'era senyor el 1141 i els seus descendents conservaren la senyoria fins a la Revolució Francesa. El 1432 Pere del Viver heretà la senyoria de Calce i fou l'estirp d'una branca que va adquirir al segle xvi les de Morellàs i de Sant Martí de Fenollet, que detenia encara a la fi del segle xvii. El 1603 Joan del Vivièr, fill d'Enric Montserrat del Vivièr, era senyor del Vivier; hom troba després els germans Guilhem, senyor del Viver, de Rasigueres i de Montfort, i Alexandre del Vivièr, senyor de Talteüll i Vingrau el 1662. Enric del Vivièr, fill de Guilhem, baró del Viver, senyor de Rasigueres i governador de Puillorenç, que heretà el 1664 les senyories de Talteüll i Vingrau del seu oncle Alexandre, feu escàndol per la seva vida disbauxada, que li atragué la condemnació de Nicolau Pavilhon, el bisbe jansenista d'Alet, i morí el 1697. Alexandre del Vivièr, germà seu, fou senyor de Montfort, les Cluses i Hortafà (1674). Alexandre del Vivièr-Lançac, fill d'Enric, heretà els feus paterns (1697) i els del seu oncle Alexandre (1714), i els seus descendents els conservaren fins a la Revolució francesa.

## Cantó n.º 15
Actualment, juntament amb les viles catalanes d'Estagell, Ribesaltes i Salses i les occitanes de Sant Pau de Fenollet i Sornià i la Tor de França, a més dels pobles catalans d'Arboçols i Tarerac, de la comarca del Conflent, i les Cases de Pena, Espirà de l'Aglí, Montner, Òpol i Perellós, Talteüll i Vingrau, de la del Rosselló, i dels occitans d'Ansinyà, Bellestar, Campossí, Caramany, Cassanyes, Caudiers de Fenollet, Centernac, l'Esquerda, Felluns, Fenollet, Fossa, Lançac, Maurí, Pesillà de Conflent, Planeses, Prats de Sornià, Prunyanes, Rasigueres, Rebollet, Sant Martí de Fenollet, Trevillac, Trillà i Virà forma part del cantó número 15, de la Vall de l'Aglí (nou agrupament de municipis fruit de la reestructuració cantonal feta amb motiu de les eleccions cantonals i departamentals del 2015), amb capitalitat a Ribesaltes.

## Geografia

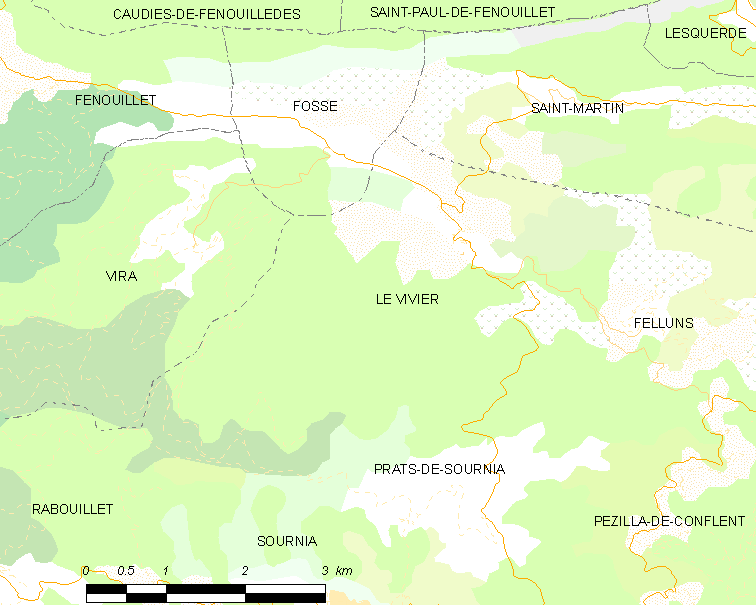
Mapa de la comuna de El Viver

## Administració i política

### Alcaldes
| Alcalde        | Període     |
| -------------- | ----------- |
|                |             |
| Monique Marcel | 2001 - 2014 |
| Michel Benet   | 2014 -      |

## Demografia
La població era de 18 focs el 1367 (juntament amb Sant Martí de Fenollet). El 1750 tenia 140 habitants i el 1789 38 focs. Al segle xix arribà a 411 h el 1834, però no es mantingué aquesta xifra (401 h el 1861, 321 el 1894, 233 el 1926, 222 el 1954, i a la baixa fins als 79 del 2015; la vinya i les pedreres estabilitzaren la població durant la primera meitat del segle xx. Les pedreres de feldespat, properes al terme de Sant Martí, són en explotació.

Població 1962-2008